# AMC AMX
AMC AMX är en muskelbil som tillverkades av American Motors Corporation åren 1968–1970.
AMX står för American Motors eXperimental, ett namn som används för liknande tidigare prototyper som AMC utvecklat. AMX var en del i AMC-koncernens försök att göra bilar som skulle ge företaget en ungdomligare image med kraftfullare bilar. En prototyp kallad AMX II visades 1966. AMC-chefen Roy Abernethy gav sedan italienska Vignale uppdraget att konstruera en ny modell. Vignales version, kallad AMX Vignale, visades på New York International Auto Show 1966. 